# جون دي. كامينز
جون دي. كامينز هو محامي وسياسي أمريكي، ولد في 1791 في بنسيلفانيا في الولايات المتحدة، وتوفي في 11 سبتمبر 1849 في ميلواكي في الولايات المتحدة. نشط حزبياً في الحزب الديمقراطي. وقد انتخب عضو مجلس النواب الأمريكي ‏.